# Dalatagonum
Dalatagonum is een geslacht van kevers uit de familie van de loopkevers (Carabidae). De wetenschappelijke naam van het geslacht is voor het eerst geldig gepubliceerd in 2011 door Fedorenko.

## Soorten
Het geslacht Dalatagonum omvat de volgende soorten:
- Dalatagonum anichkini Fedorenko, 2011
- Dalatagonum bidoupense Fedorenko, 2011
- Dalatagonum blattoides Fedorenko, 2011
- Dalatagonum broteroides Fedorenko, 2011
- Dalatagonum calathoides Fedorenko, 2011
- Dalatagonum ellipticum Fedorenko, 2011
- Dalatagonum elongatum Fedorenko, 2011
- Dalatagonum sericeum Fedorenko, 2011
- Dalatagonum simile Fedorenko, 2011